# Sue Novara
Sue Novara (Flint, 22 de noviembre de 1955) es una deportista estadounidense que compitió en ciclismo en la modalidad de pista, especialista en la prueba de velocidad individual.
Ganó siete medallas en el Campeonato Mundial de Ciclismo en Pista entre los años 1974 y 1980.

## Medallero internacional
| Campeonato Mundial | Campeonato Mundial          | Campeonato Mundial | Campeonato Mundial   |
| Año                | Lugar                       | Medalla            | Competición          |
| ------------------ | --------------------------- | ------------------ | -------------------- |
| 1974               | Montreal (Canadá)           | Medalla de plata   | Velocidad individual |
| 1975               | Rocourt (Bélgica)           | Medalla de oro     | Velocidad individual |
| 1976               | Monteroni di Lecce (Italia) | Medalla de plata   | Velocidad individual |
| 1977               | San Cristóbal (Venezuela)   | Medalla de plata   | Velocidad individual |
| 1978               | Múnich (RFA)                | Medalla de plata   | Velocidad individual |
| 1979               | Ámsterdam (Países Bajos)    | Medalla de bronce  | Velocidad individual |
| 1980               | Besanzón (Francia)          | Medalla de oro     | Velocidad individual |